# A Minha Casinha

A Minha Casinha (Portugal, 1943), é uma das canções mais emblemáticas da música portuguesa e da banda Xutos & Pontapés.

## História
Composta por António Melo e com letra de João Silva Tavares, foi cantada pela primeira vez pela actriz Milú, no filme "O Costa do Castelo", em 1943.
Foi imortalizada pela banda rock portuguesa Xutos & Pontapés em 1988, que gravaram uma versão para o álbum 88. Se na versão popularizada por Milú, esta cantava acompanhada pela Orquestra de Variedades da Emissora Nacional que era dirigida pelo maestro Fernando de Carvalho, na versão deles, os Xutos & Pontapés, trocam a orquestra por baixos eléctricos, sintetizadores, guitarras e bateria. Para além disto, encurtam a letra, cantam apenas a primeira estrofe e alteram a ordem de algumas das palavras. Um estilo muito diferente do inicialmente pensado por Silva Tavares e António Melo que a criaram para ser um fado acompanhado por cordas.
A primeira vez que os Xutos & Pontapés tocaram a música terá sido em 1986 no Rock Rendez-Vous, antigo clube lisboeta por onde passaram a maior parte das bandas portuguesas de rock portuguesas na década de 80. Segundo Tim, o vocalista e baixista da banda, usavam a canção para fechar os concertos e para se divertirem.

## Impacto
No Euro 2016, na final no Stade de France, os milhares de adeptos portugueses que assistiram ao jogo, celebraram a vitória cantando a canção que já no campeonato de 2012 tinha sido das mais ouvidas. No dia seguinte, os jogadores da selecção portuguesa de futebol, adoptaram-na como música oficial. Fizeram-no cantando-a quando desfilaram por Lisboa no Palácio de Belém, onde foram recebidos pelo Presidente da República Marcelo Rebelo de Sousa, colocando de lado a música oficial Portugal de Pedro Abrunhosa.
A banda americana Metallica homenageou o guitarrista Zé Pedro dos Xutos & Pontapés, falecido em Novembro de 2017, ao tocar esta música, num concerto em Lisboa no dia 01 de Fevereiro de 2018. O momento emotivo foi arrebatador para os fãs do guitarrista e da banda.
É considerada pela RTP como uma das 10 canções portuguesas mais cantadas de sempre, ao lado de temas como Bem Bom das Doce, Vida de Marinheiro dos Sitiados, Dunas dos GNR, Chiclete dos Táxi, entre outras.
Em 2021, os Xutos e Pontapés foram convidados pela Netflix a fazerem uma versão especial para promover a série espanhola Casa de Papel.

## Ligações Externas
- Letra de A Minha Casinha - versão cantada por Milú
- Museu do Fado - Partitura da canção

- Excerto do filme O Costa do Castelo em que Milú canta A Minha Casinha
- A Minha Casinha pelos Xutos e Pontapés nos International Portuguese Music Awards (IPMA) em 2018
- A Minha Casinha tocada pelos Metalica em homenagem a Zé Pedro dos Xutos e Pontapés
- Netflix | A Minha Casinha na banda sonora da promoção da série Casa de Papel
- Final do Euro 2016, adeptos cantam A Minha Casinha